# مدرسة القانون لجامعة فرجينيا
مدرسة القانون لجامعة فرجينيا (بالإنجليزية: University of Virginia School of Law) هي مدرسة قانون لجامعة فرجينيا الواقعة في مدينة شارلوتسفيل بولاية فرجينيا الأمريكية، أُسست عام 1819.

## خريجون بارزون
- محمد فاضل: أستاذ قانون أمريكي من أصل مصري بجامعة تورونتو الكندية.[4]